# Stato Libero di Icaria
Lo Stato Libero di Icaria (in greco Ελευθέρα Πολιτεία Ικαρίας, Elefthéra Politeía Ikarías) fu una repubblica indipendente esistita nell'isola di Icaria, nel mar Egeo orientale, tra il luglio ed il novembre del 1912.

## Storia

### Antefatto
Gli icariani che vissero negli ultimi anni dell'impero ottomano venivano da un lungo periodo di buoni rapporti con i Turchi. Infatti l'impero aveva garantito la sicurezza dell'isola eliminando i pirati, e gli isolani godevano di molta autonomia locale e pagavano poche tasse. Il fatto che l'isola fosse molto arretrata in termini di infrastrutture, scuole, assenza di ospedali, e in generale mancanza di tutti i servizi che caratterizzano una comunità, non era considerato un problema.
Tuttavia, nel primo decennio del XIX secolo, questa situazione cambiò radicalmente. Le ragioni per le quali gli Icariani iniziarono a desiderare una riunificazione con la Grecia furono molteplici: la religione, la cultura e la lingua erano elementi primari, ma anche le considerazioni finanziarie ebbero un ruolo non secondario. Nel 1909 il movimento dei Giovani Turchi portò alla deposizione del Sultano Abdul Hamid II. Il nuovo governo che ne seguì fu molto più attento del precedente alla riscossione delle tasse e alla lotta alla corruzione eliminando la pratica del rousfeti in cui gli Icariani erano diventati molto bravi.
Un primo esempio di questo mutato atteggiamento fiscale fu l'imposizione nel 1910 di una tassazione sui proventi derivanti dall'uso dei bagni termali di Therma, le cui proprietà curative erano note fin dall'antichità e che richiamavano ogni anno centinaia di persone da Smirne e altre città dall'Anatolia. Un altro motivo di attrito fu quello legato alla produzione del tabacco. Questa coltivazione era stata introdotta nell'isola intorno al 1870 e anche se ostacolata dal clima e dalle limitate estensioni territoriali, era cresciuta nel tempo costituendo un importante fonte di reddito per gli isolani. Nel 1887 l'amministrazione Ottomana proibì la coltivazione del tabacco, fondamentalmente per ragioni di efficienza, che la produzione icariana, fatta soprattutto su piccoli terrazzamenti non poteva garantire, ma di fatto fece poco per verificare il rispetto di questo divieto. La situazione cambiò drasticamente nel 1909 dove il nuovo governo ispirato dai Giovani Turchi che pose un ufficio di controllo del tabacco (Regie des Tobacs) direttamente sull'isola e una nave militare a controllarne il funzionamento.
In questa situazione emerse una figura che avrà una grande importanza per la storia dell'isola: Ioannis Malachias. Nato nel 1876 nel villaggio di Xilosirtis, laureato in medicina ad Atene e specializzato a Parigi, era tornato ad Icaria nel 1906. Nonostante la sua giovane età egli fu eletto nella demogerontia di Fanari e nominato rappresentante ufficiale dell'isola. Deciso ad andare fino in fondo sulla questione del tabacco, Malachia si recò a Chios e inviò un telegramma al Sultano chiedendo la sospensione della restrizione sul tabacco. La petizione fu respinta, ma gli Icariani furono invitati ad una conferenza nell'isola di Simi per discutere dei loro problemi, che tuttavia non portò a nessuna soluzione. Gli Icariani pertanto continuarono a coltivare il tabacco nonostante il divieto e pertanto Malachias ed altri membri del Consiglio degli Anziani vennero arrestati e portati a Chios. Mentre aspettavano il processo tuttavia arrivò un telegramma dall'amministrazione Ottomana che concedeva agli Icariani il permesso di coltivare tabacco, ma per il solo uso locale.
Risolta questa questione agli Icariani se ne presentò presto un'altra assai più spinosa: la richiesta della prestazione del servizio militare nell'esercito turco. In passato le autorità turche avevano accettato il pagamento di una tassa al posto della prestazione del servizio, ma il nuovo governo era deciso a cambiare. Pertanto nell'aprile del 1910 l'ufficio di leva di Smirne preparò una lista di nomi di persone da arruolare e lo presentò a Malachias. Tuttavia nessuno dei nominati fu reperito e nonostante gli sforzi del rappresentante locale del governo ottomano la cosa si risolse in un nulla di fatto. A farne le spese di questa situazione fu il rappresentante locale ottomano che quindi nel 1911 venne sostituito. Thucydides Demetriades, il nuovo kaimakam, ritenne Malachia come il principale oppositore della nuova politica di leva e quindi decise di indebolire la sua posizione. Pertanto per ingraziarsi le famiglie del nord proclamò Evdilos nuovo capoluogo dell'isola, rimosse Malachia da tutti i suoi incarichi e lo mise agli arresti domiciliari. I primi di marzo Malachias fuggì e andò a Chios dove grazie alle sue amicizie con degli alti ufficiali Turchi venne reinserito nel suo ruolo e fece annullare tutte le decisioni prese dal kaimakam, eccetto quelle sulla coscrizione.
Prevedendo che la questione del servizio di leva fosse inevitabile, Malachias si recò più volte in Grecia a sollecitare una annessione dell'isola. Nel 1908 non ottenne risultati, mentre nel 1910 il nuovo primo ministro Eleutherios Venizelos si mostrò più ricettivo, ma consapevole della debolezza del proprio apparato militare e memore del disastro del 1897 non volle rischiare una guerra anzitempo con la Turchia. La situazione cambiò radicalmente nel 1911 con lo scoppio della guerra italo-turca. L'esercito italiano supportato dalla marina, dopo una rapida campagna in Libia, si rivolse al Dodecaneso che venne occupato nella primavera del 1912. Nell'estate del 1912 le truppe italiane erano pronte a sbarcare a Icaria, e se questo non avvenne fu soprattutto perché nelle cancellerie occidentali, soprattutto di Gran Bretagna e Austria, questo ulteriore allargamento italiano nell'Egeo non era visto favorevolmente.
In questa situazione il governo greco era incerto sulla decisione da prendere. Infatti se da un lato riceveva costanti appelli da emissari icariani e politici greci che in assenza di rassicurazioni forti sull'unificazione con la Grecia, gli icariani stavano per gettarsi fra le braccia degli italiani, dall'altro stava preparando, insieme a Serbia, Montenegro e Bulgaria, la guerra con la Turchia e non voleva provocare l'Italia, con il rischio di dover combattere su due fronti. Alla fine di giugno la situazione nell'isola era molto tesa e il kaimakam pose la gendarmeria turca in allarme
e arrestò dei sospetti ribelli.

### Insurrezione e proclamazione di indipendenza

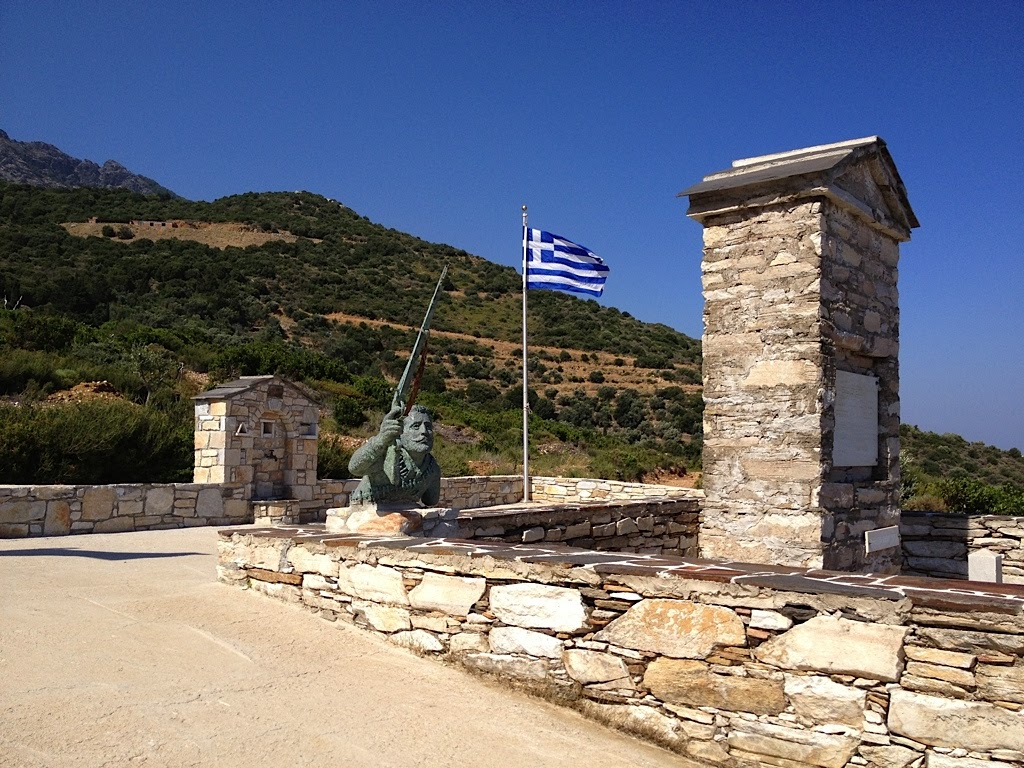
Memoriale in onore di George N. Spanos; Chrysostomos, Icaria

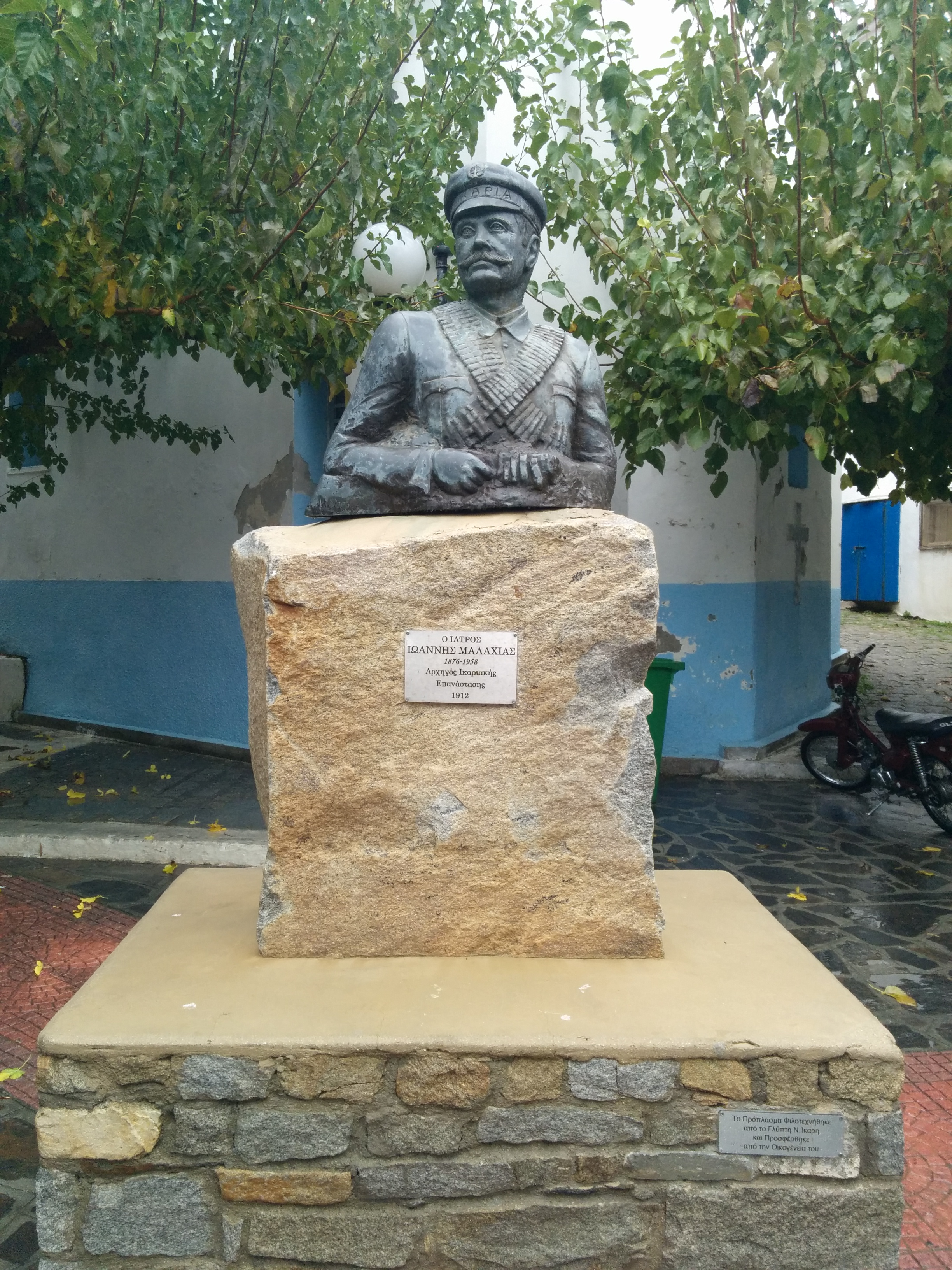
Monumento a Ioannis Malahias ad Agios Kirikos

Ai primi di giugno 1912, stante l'indecisione greca, Malachias decise di rompere gli indugi e iniziò a pianificare l'insurrezione. Il 14 luglio, Malachias con un gruppo di 50 insorti armati si radunò in un villaggio a nord di Agios Kirykos con l'obiettivo di scendere in paese e cogliere di sorpresa la guarnigione turca. Sfortunatamente, per un malinteso, la guarnigione fu avvisata della presenza di un gruppo di persone armate nei dintorni della città e il piano fallì costringendo Malachias a ritirarsi ad Arethousa. Qui egli si unì ad altri due gruppi di insorti e la mattina del 16 luglio assaltarono la guarnigione turca di Evdilos che si arrese e fu imprigionata. Il giorno successivo fu presa in custodia anche la guarnigione di Raches. Due soldati turchi tuttavia, che non erano presenti a Evdilos al momento dell'attacco, fuggirono e avvisarono la guarnigione di Agios Kirykos della rivolta. Il kaimakam turco invio quindi un plotone di 10 uomini a Evdilos con il compito di riprendere la città. I Turchi si scontrarono con un gruppo di circa 50 Icariani vicino a Chrysostomos che li circondarono e costrinsero ad arrendersi. Nello scontro a fuoco tuttavia rimase uccisa l'unica vittima dell'insurrezione: un Icariano di nome Georgios Spanos.
Galvanizzato dalle vittorie a Evdilos e Raches, Malachias, alla testa di un piccolo esercito, che contava oramai oltre duecento armati, si diresse ad Agios Kirykos per sconfiggere quello che restava della guarnigione turca. I turchi si barricarono nel loro edificio amministrativo e per tutto il giorno e la notte entrambe le parti si scambiano colpi di arma da fuoco. La mattina del 18 il kaimakam Thucydides, a corto di cibo e munizioni, si arrese.
Quando gli icariani presentarono a Venizelos il fatto compiuto, il primo ministro greco non fu contento. Egli non solo respinse la richiesta di unificazione con la Grecia, ma anche una richiesta di armamenti per seicento fucili e munizioni. Agli icariani non restava pertanto che una sola scelta: proclamare la loro indipendenza. Fu così che nacque la  Ελευθέρα Πολιτεία Ικαρίας, ovvero lo "Stato libero di Ikaria". Il 27 luglio anche le isole Furni dichiararono l'indipendenza dalla Turchia e si unirono a Icaria.
Fu quindi nominato un comitato esecutivo con il compito di amministrare l'isola. Il comitato era presieduto da Ioannis Malachias e ne facevano parte, oltre a lui, nove rappresentanti di Icaria e quattro delle isole Furni:
- I. Malachias (Presidente);
- H. Pamphylis;
- A. Tsantes;
- J. Poulianos;
- K. Poulianos;
- N. Malachias;
- K. Kouloulias;
- L. Spanos;
- Th. Spanos;
- Ch. Spanos:
- 4 rappresentanti delle isole Furni.

### Conseguenze e annessione alla Grecia

Regno di Grecia e successive acquisizioni territoriali.

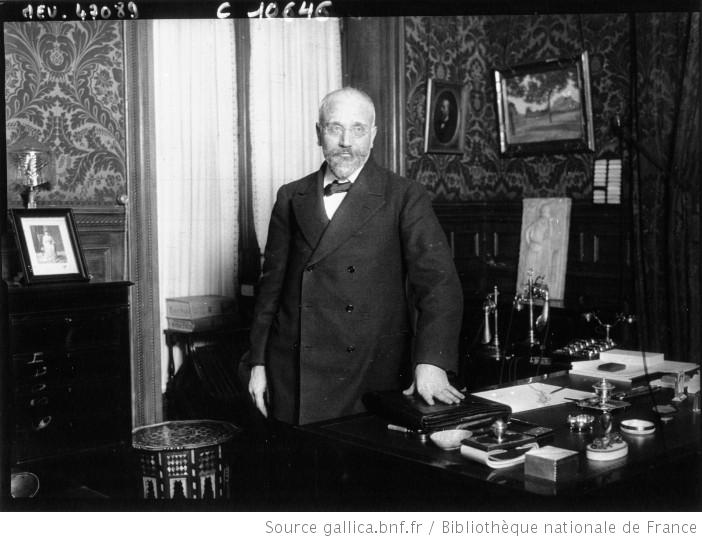
Primo ministro Greco Eleutherios Venizelos, autore dell'annessione di Icaria nel 1912.

Nei mesi successivi il comitato provvide a nominare una serie di funzionari locali: poste, polizia, dogana, ecc. anche se non vi erano soldi per pagarli. Fu anche fatto un inventario dei beni turchi rimasti sull'isola che vennero restituiti insieme ai prigionieri della milizia ed al loro responsabile. Ai primi di settembre Malachias si recò ad Atene per fare pressioni su Venizelos per far annettere Icaria alla Grecia, ma questi, ancora impegnato a completare l'accordo con gli alleati in vista di una guerra contro i Turchi, chiese di avare ancora un po' di pazienza. Intanto la situazione sull'isola si stava facendo drammatica. Le rimesse in denaro dall'America, che costituivano la principale fonte di reddito deli Icariani, erano infatti ferme a Chios, le navi turche avevano escluso Icaria dalle loro rotte e poche erano le navi greche che si avventuravano in quella zona tempestosa dell'Egeo.
Per superare i problemi derivanti da tale isolamento il comitato affittò il Cleopatra, un vecchio piroscafo a vapore, che venne affidato a M. Kuostsouflakes uno dei combattenti della recente insurrezione. Egli fece diversi viaggi nelle isole vicine e in un'occasione salpò per il Pireo, anchse se c'era carenza di fondi per pagare i marinai e comprare il carbone per alimentare il piroscafo. Queste sortite del Cleopatra attirarono la flotta italiana di stanza a Patmos che dichiaro il Cleopatra una nave fuorilegge perché accusata di contrabbandare merci attraverso la zona di controllo italiana. Durante una pattugliamento lungo le coste icariche, gli italiani tentarono di affondare la nave, ma non vi riuscirono per merito delle manovre evasive di Kuostsouflakes. Dopo questi eventi tuttavia la prudenza suggerì di sospendere il servizio della Cleoptra e le possibilità degli Icariani di uscire dall'isola rimasero affidate unicamente ai caicchi dei pescatori locali.
Il quei mesi gli italiani cercarono in vari modi di convincere gli Icariani ad accettare pacificamente una annessione con l'Italia, ma la cosa non sortì effetto, fino a che, dopo lo scoppio della prima guerra balcanica, essi desistettero da ulteriori azioni. Il 17 ottobre 1912, Venizelos fece approvare dal parlamento Greco un decreto che sanciva l'unione di Creta alla Grecia. Egli non fece lo stesso con Icaria perché in quel momento temeva ancora per una reazione Italiana. Nel frattempo la situazione economica in Icaria era ulteriormente peggiorata. I soldi ricevuti degli emigranti negli Stati Uniti e in Egitto, erano finiti e l'isola continuava ad essere isolata dal mondo.
In tale situazione fu abbastanza singolare la decisione del comitato esecutivo di far emettere dei francobolli dello Stato di Icaria. Vennero emessi 56.000 francobolli del valore di 2, 5, 10, 25 e 50 lepta e 1, 2 e 5 dracme. Non risulta che tali francobolli furono mai utilizzati in affrancature, anche se invece il timbro di annullamento di Icaria venne usato. Dal punto di vista finanziario questa emissione fu un vero disastro che si aggiunse ad altri fatti negativi. Infatti la moneta principale posseduta dagli Icariani erano i groschen turchi che però avevano poco valore in Grecia, inoltre il valore era soggetto a forte oscillazione e variava da villaggio a villaggio, infine i beni provenienti dalla Grecia erano molto più costosi di quelli turchi, tuttavia più difficilmente reperibili causa la chiusura dei relativi porti agli icariani. Questa situazione fatalmente portò ad un aumento della criminalità, per cui la commissione fu costretta a nominare due giudici ed un procuratore che tuttavia non riuscirono a smaltire la grande quantità di dispute irrisolte, molte delle quali riguardavano l'evasione delle tasse che erano state imposte su tutte le merci in ingresso nell'isola.
Il principale pericolo alla stabilità dell'isola giunse però dalla questione del riconoscimento del capoluogo dell'isola. Nell'isola sussistevano di fatto due fazioni, chiamate staventi e sophrano corrispondenti alle comunità dell'area sud e nord rispettivamente. Le due aree erano fisicamente separate dalla catena dei monti Atheras, e l'assenza di strade agevoli che collegassero le due regioni favoriva di fatto una separazione di interessi e alimentava la contrapposizione. D'altra parte questa contrapposizione era di vecchia data, già al tempo dell'antica Grecia le comunità di Oenoe, ed Evdilis a nord e Therma a sud pagavano separatamente le tasse alla Lega di Delo. Oenoe (Kampos) e Evdilos, che erano state i centri principali nel periodo antico e bizantino, erano state soppiantate da Agios Kirykos che era stata scelta dagli Ottomani come capitale perché considerata più facilmente raggiungibile dai porti turchi dell'Asia minore. Ora che Icaria era stata affrancata della dominazione Turca, i sophrano consideravano naturale che il capoluogo tornasse ad essere Evdilos. La questione del capoluogo divenne il principale argomento di discussione nel comitato direttivo e Malachia ebbe il suo bel daffare a mediare fra le due fazioni rappresentate dalle famiglie "nordiste" di Spanos e Poulianos e quella "sudista" di Pamphylis. La situazione divenne così grave che Malachias informò Venizelos, pregandolo di procedere in tempi stretti alla riunificazione con la Grecia.
Venizelos, incoraggiato da diverse potenze europee, si decise e il 1º novembre diede incarico al vice-ammiraglio Vlachopoulos, di procedere con il suo cacciatorpediniere Thyella, verso Icaria per incorporarla nello stato Greco. La mattina del 4 novembre Vlachopoulos giunse ad Evdilos dove apprese con sorpresa che la bandiera ellenica era già stata issata da diversi giorni. Vlachopoulos dichiarò che Icaria con tutte le sue città e villaggi erano incorporati nella Grecia e chiese alle autorità locali di gestire gli affari correnti mentre lo stato greco metteva a punto la macchina amministrativa. Membri della famiglia Spanos salirono sulla nave greca per accogliere Vlachopoulos e lo informarono che Evdilos era pronta per essere il capoluogo dell'isola. Il vice-ammiraglio, che non conosceva i problemi pregressi legati a tale questione e non voleva perdere tempo in affari per lui secondari, avallò tale richiesta facendo infuriare il delegato Pamphylis, che per poco non venne arrestato per insubordinazione. Nel pomeriggio del 4 novembre il Tyella giunse ad Agios Kirykos, dove trovò una situazione surreale: mentre la popolazione acclamava entusiasta la nave greca, le autorità locali si rifiutarono di issare la bandiera Greca, in segno della loro insoddisfazione per la decisione sul capoluogo. La situazione stava diventando tesa quando, grazie alla mediazione di Malachias, nella serata venne issata la bandiera Greca, dando inizio ai festeggiamenti che durarono tutta la notte.
La questione del capoluogo venne tranquillamente risolta un paio di mesi dopo da Malachias che grazie alla sua influenza su Venizelos, lo convinse a restituire il suo ruolo alla città di Agios Kirykos. Nel frattempo la situazione si era consolidata e la polizia greca vigilava sull'ordine nell'isola, per cui le frustrate famiglie di Spanos e Poulianos non poterono fare altro che accettare da decisione.
L'incorporazione di Icaria nella Grecia fu confermata negli accordi di pace firmati a Londra il 30 maggio 1913.